# Port lotniczy Ulaangom
Port Lotniczy Ulaangom (IATA: ULO, ICAO: ZMUG) – port lotniczy w Ulaangom, stolicy ajmaku uwskiego, w Mongolii.